# Андерс Гердеруд
Свен Андерс Гердеруд (швед. Sven Anders Gärderud; нар. 28 серпня 1946) — шведський легкоатлет, який спеціалізувався в бігу на середні та довгі дистанції, а також стипль-чезі.

## Із життєпису
Олімпійський чемпіон-1976 з бігу на 3000 метрів з перешкодами.
Срібний призер чемпіонату Європи-1974 з бігу на 3000 метрів з перешкодами.
Учасник Олімпійських ігор-1968 у бігу на 800 та 1500 метрів, а також Ігор-1972 у бігу на 5000 метрів та стипль-чезі. На цих Олімпіадах не пройшов далі забігів.
Ексрекордсмен світу та Європи з бігу на 3000 метрів з перешкодами.
Багаторазовий чемпіон Швеції.
По завершенні спортивної кар'єри працював тренером жіночої легкоатлетичної збірної Швеції та коментував легкоатлетичні змагання на національному телебаченні.

## Основні міжнародні виступи
| Рік  | Змагання                      | Місто     | Місце | Дисципліна | Примітки |
| ---- | ----------------------------- | --------- | ----- | ---------- | -------- |
| 1966 | Європейські ігри в приміщенні | Дортмунд  | 6     | 3000 м     |          |
| 1966 | Чемпіонат Європи              | Будапешт  | 3заб5 | 1500 м     |          |
| 1968 | Олімпійські ігри              | Мехіко    | 5заб4 | 800 м      |          |
| 1968 | 5заб7                         | 1500 м    |       |            |          |
| 1971 | Чемпіонат Європи              | Гельсінкі | 10    | 3000 м з/п |          |
| 1972 | Олімпійські ігри              | Мюнхен    | 3заб5 | 3000 м з/п |          |
| 1972 | 1заб4                         | 5000 м    |       |            |          |
| 1974 | Чемпіонат світу з кросу       | Монца     | 32    | крос 12 км |          |
| 1974 | Чемпіонат Європи              | Рим       | 2     | 3000 м з/п |          |
| 1976 | Чемпіонат світу з кросу       | Чепстоу   | 52    | крос 12 км |          |
| 1976 | Олімпійські ігри              | Монреаль  | 1     | 3000 м з/п |          |